# Jean Bassan
Œuvres principales
Nul ne s'évade (1958)
Jean Bassan, né Jean Yulzari le 27 mars 1911 à Marseille et mort le 22 mai 1987 à Paris 16e, est un écrivain et auteur de théâtre français, lauréat du prix des libraires en 1958 pour Nul ne s'évade et aussi lauréat du Grand Prix SGDL du roman en 1960 pour Les Distractions.

## Biographie
Jean Bassan écrit la comédie Juliette en 1938 qui sera mise en scène en 1940 au théâtre de l'Œuvre à Paris avec Paulette Pax, Lucienne Bogaert et Jean Servais dans les rôles principaux.

## Œuvre
Roman
- 1935 : Le Centre du monde, éditions Gallimard
- 1958 : Le Mauvais Cheval, éditions Plon
- 1958 : Nul ne s'évade, éditions Plon – Prix des libraires
- 1959 : Les Distractions, adapté au cinéma en 1960 Les Distractions par Jacques Dupont – Grand Prix SGDL du roman en 1960[3]
- 1969 : Les Nouveaux Patrons
- 1972 : La Possession, éditions Fayard

Théâtre
- 1938 : Juliette, comédie en trois actes, La Petite Illustration, no 900 ; Théâtre, no 450, 24 décembre

## Filmographie
- 1960 : Les Distractions de Jacques Dupont